# フセヴォロド・メルクーロフ
フセヴォロド・ニコラエヴィチ・メルクーロフ（ロシア語: Все́волод Никола́евич Мерку́лов, ラテン文字転写: Vsevolod Nikolaevich Merkulov、1895年10月25日 - 1953年12月23日）は、ソビエト連邦の政治家。ソビエト連邦共産党の活動家、チェキスト。上級大将である。ヨシフ・スターリンの時代に初代国家保安大臣を務めた。

## 生涯
1895年10月25日にロシア帝国のカフカーズ総督府ザカタルィ管区のザカタルィ（現在のアゼルバイジャンのザガタラ）で軍人の一家に誕生する。1913年にチフリス中学校を金メダルで卒業し、サンクト・ペテルブルク大学物理・数学部に入学した。
1921年～1922年、グルジア・チェーカー輸送課取調官。1925年～1931年、ゲーペーウー（GPU）副議長/秘密作戦局長。
1931年からグルジア共産党の業務に移る。1931年11月～1934年2月、ザカフカーズ地方委員会書記補佐官、中央委員会第一書記。1934年3月～1936年11月、ザカフカーズ地方委員会貿易会議副主任、特別班主任。1936年11月～1937年9月、中央委員会特別班主任。1937年7月～1938年10月、中央委員会産業・輸送課主任。
1938年9月～12月、内務人民委員部（NKVD）国家保安総局副総局長/第3課長。1938年12月～1941年2月、第一副内務人民委員/国家保安総局長。1941年2月～7月、国家保安人民委員。1941年7月～1943年4月、第一副内務人民委員。1943年4月～1946年5月、国家保安人民委員（国家保安相）。
1947年2月から対外貿易関係の仕事に移る。1950年10月～1953年9月、国家監督相。
NKVDからの上司であったラヴレンチー・ベリヤが政争に敗れたため、国家反逆罪で1953年9月18日に逮捕され、同年12月23日に銃殺された。現在に至るまで名誉回復はされていない。

## パーソナル
「チェーカー・GPU名誉職員」記章、レーニン勲章、トゥヴァ共和国勲章、一等クトゥーゾフ勲章、赤旗勲章を受章。